# Yuji Funayama
Yuji Funayama (født 19. januar 1985) er en japansk fodboldspiller.
Han har spillet for flere forskellige klubber i sin karriere, herunder Kashima Antlers, Cerezo Osaka, Montedio Yamagata, Avispa Fukuoka og Tokyo Verdy.